# Мячина, Галина Георгиевна
Гали́на Гео́ргиевна Мя́чина (род. 1955, Степногорск, Акмолинская область, Казахская ССР) — советская волейболистка, игрок сборной СССР (1977). Чемпионка Европы 1977. Связующая. Мастер спорта СССР международного класса (1977).
Родилась и начала заниматься волейболом в городе Степногорске Казахской ССР. Первый тренер — Е. П. Лавкин. Выступала за команды: до 1974 — АДК (Алма-Ата), 1974—1979 — ЦСКА. Серебряный (1977, 1979) и бронзовый (1975) призёр чемпионатов СССР.
В сборной СССР выступала в 1977 году. В её составе: чемпионка Европы, участница розыгрыша Кубка мира.